# Longitarsus melanocephalus
Longitarsus melanocephalus  (лат.) — вид листоедов (Chrysomelidae) из подсемейства козявок (Galerucinae). Распространён с западной части Палеарктики на восток до Монголии. Взрослые жуки и их личинки питаются листьями подорожника (Plantago) (род растений семейства подорожниковых (Plantaginaceae)).

## Субвидовые таксоны
- вариетет: Longitarsus melanocephalus var. nigrinus Weise, 1893
- аберрация: Longitarsus melanocephalus ab. nigrosuturalis Delahon, 1913
- подвид: Longitarsus melanocephalus melanocephalus (DeGeer, 1775)
- подвид: Longitarsus melanocephalus paludivaga Peyerimhoff, 1915